# Laktaši
Laktaši su grad u sjeverozapadnom dijelu Bosne i Hercegovine. Laktaši su poznato termalno lječilište.

## Zemljopis
Laktaši se nalaze u Lijevče polju, 19 km sjeverno od Banje Luke.

## Stanovništvo
Po posljednjem službenom popisu stanovništva iz 1991. godine, općina Laktaši imala je 29.832 stanovnika, raspoređenih u 37 naselja.
| Stanovništvo općine Laktaši |                  |                  |                  |
| godina popisa               | 1991.            | 1981.            | 1971.            |
| Srbi                        | 24.176 (81,04 %) | 21.642 (78,19 %) | 21.986 (84,57 %) |
| Hrvati                      | 2565 (8,59 %)    | 2512 (9,07 %)    | 2731 (10,50 %)   |
| Muslimani                   | 408 (1,36 %)     | 245 (0,88 %)     | 341 (1,14 %)     |
| Jugoslaveni                 | 1530 (5,12 %)    | 2204 (7,96 %)    | 84 (0,32 %)      |
| ostali i nepoznato          | 1153 (3,86 %)    | 1073 (3,87 %)    | 855 (3,28 %)     |
| ukupno                      | 29.832           | 27.676           | 25.997           |

#### Laktaši (naseljeno mjesto), nacionalni sastav
| Laktaši            |                |                |                |
| godina popisa      | 1991.          | 1981.          | 1971.          |
| Srbi               | 2866 (82,28 %) | 1879 (72,07 %) | 1229 (86,85 %) |
| Hrvati             | 99 (2,84 %)    | 79 (3,03 %)    | 77 (5,44 %)    |
| Muslimani          | 39 (1,11 %)    | 15 (0,57 %)    | 28 (1,97 %)    |
| Jugoslaveni        | 345 (9,90 %)   | 538 (20,63 %)  | 11 (0,77 %)    |
| ostali i nepoznato | 134 (3,84 %)   | 96 (3,68 %)    | 70 (4,94 %)    |
| ukupno             | 3483           | 2607           | 1415           |

## Naseljena mjesta
Aleksići, Bakinci, Aleksandrovac, Boškovići, Bukovica, Čardačani, Ćetojevići, Devetina, Dovići, Drugovići, Glamočani, Jablan, Jakupovci, Jaružani, Kadinjani, Klašnice, Kobatovci, Koljani, Kosjerovo, Kriškovci, Krnete, Laktaši, Ljubatovci, Maglajani, Mahovljani, Malo Blaško, Milosavci, Miloševci, Mrčevci, Papažani, Petoševci, Rajčevci, Riječani, Slatina, Šeškovci, Šušnjari, Trn i Veliko Blaško.

## Poznate osobe
- Milorad Dodik, bosanskohercegovački političar

## Šport
- FK Laktaši, nogometni klub
- KK Igokea Aleksandrovac, košarkaški klub

## Vanjske poveznice
- Službena web-stranica